# Anagyrus pseudococci
Parazitoid Anagyrus pseudococci je solitarni interni parazitoid iz družine Encyrtidae. Specializiran je na citrusovo volnto uš, grenivkino volnato uš in cipresino volnato uš. Odrasle živali kažejo spolni dimorfizem. Samica je dolga približno 1,5-2 mm in rjava z distinktivnimi črno in belo obrobljenimi tipalkami. Samec je manjši, 0,8-0,9 mm v dolžino, črn in ima ukrivljene tipalke.

## Razvojni cikel
Če samica Anagyrus pseudococci izleže oplojena jajčeca, se iz teh izležejo samice, če pa je neoplojena, pa se izležejo samci. Njihov cilj so larve volnatih uši v tretjem stadiju razvoja, vendar lahko zaležejo jajčeca tudi v mlajše razvojne stadije uši in odrasle živali.
Samica Anagyrus pseudococci izleže eno samo jajčece v vsakega gostitelja. Iz jajčeca v malih gostiteljih se običajno izleže samec. Samica najde in razišče gostitelja zelo hitro s pomočjo tipalk, nato pa se obrne z zadkom proti cilju in prebode gostotelja z ovopozitorjem med volnati filamenti. Izleganje jajčeca traja kakšnih 15-40 sekund. Larva osice požre celotno vsebino uši in gre v njej skozi celotno preobrazbo. Nato odrasla žival pregrize zunanjo kožo uši in zapusti za seboj popolnoma izpraznjeno mumijo.
Razvoj od jajčeca do odrasle živalice traja 40,5 dni pri temperaturi 17,5 °C, 14 dni pri 26 °C in 10,5 dni pri 35 °C. Samci se razvijejo hitreje kot samice. Spodnja temperatura za razvoj je 13 °C, najvišja pa 38 °C. Če je dovolj gostiteljev, samice zaležejo 15jajčec dnevno. V temi so neaktivne in jih močno privabljas vetloba.

## Uporaba v hortikulturi
Anagyrus pseudococci je zelo učinkovit parazitoid, ki ima velik pomen za biološki nadzor škodljivcev. Uporablja se v vrtnarstvu za uničevanje volnatih uši, predvsem citrusove volnate uši. Ker je ozko specializiran, kolonije kmalu odmrejo ali pa se izgubijo, če ni na razpolago več hrane. Ker je zelo učinkovit, se ga uporabi pri hujših napadih škodljivcev.